# Piña de Esgueva

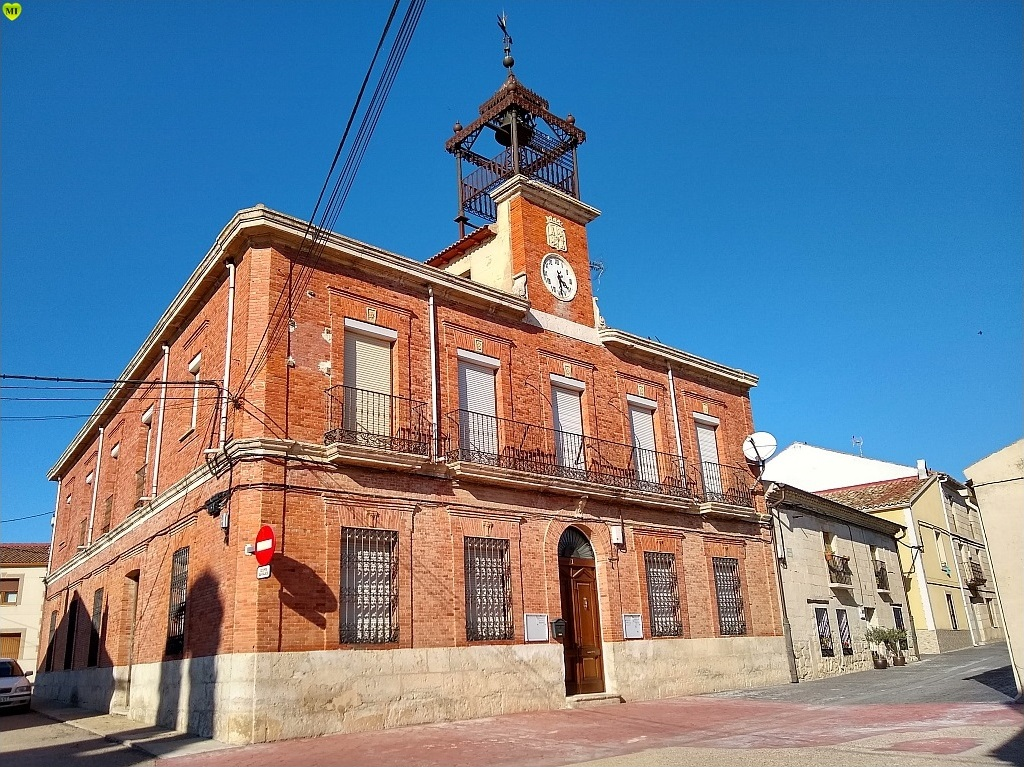
Casa Consistorial

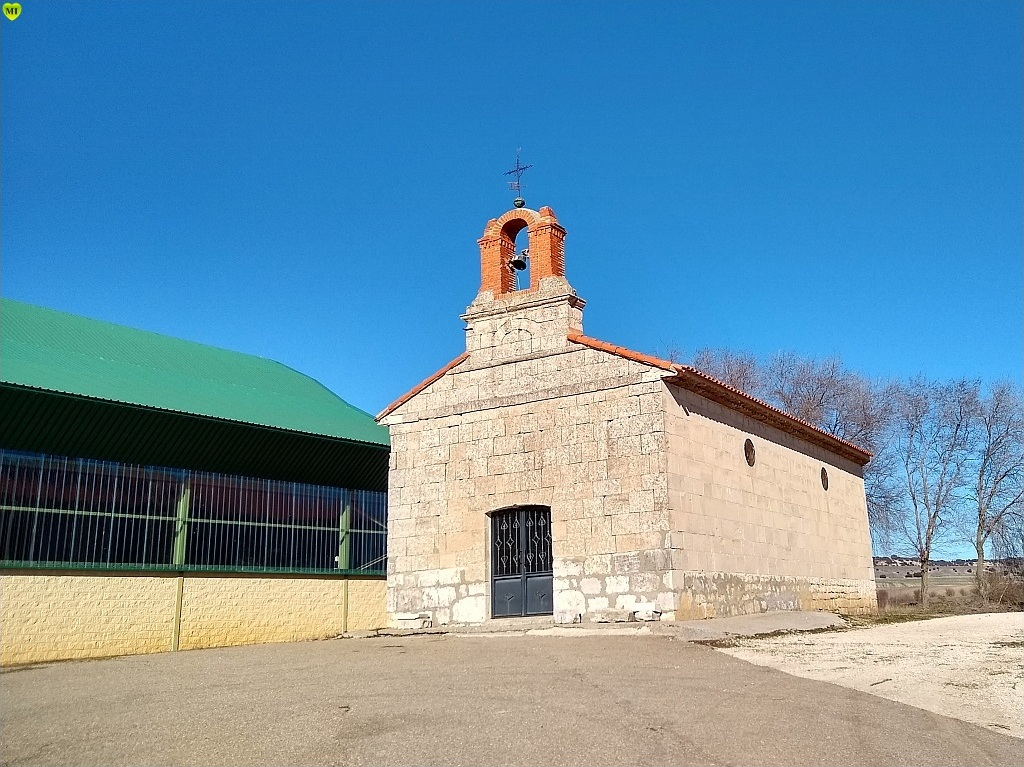
Ermita

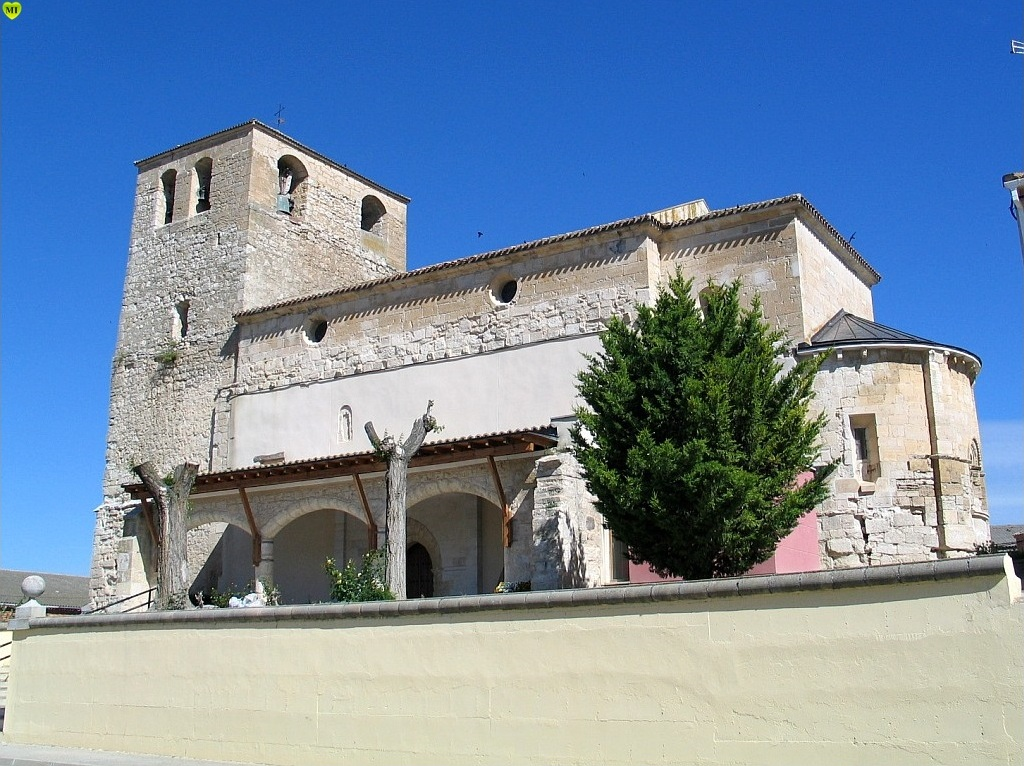
Iglesia parroquial de Nuestra Señora

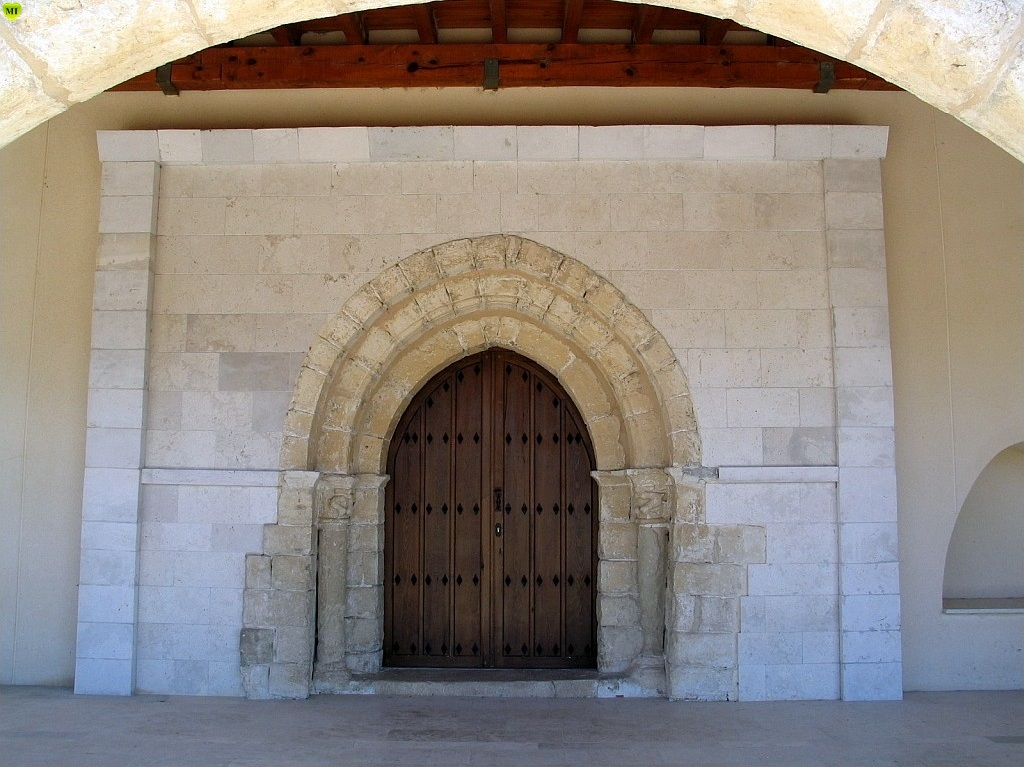
Iglesia parroquial de Nuestra Señora. Portada

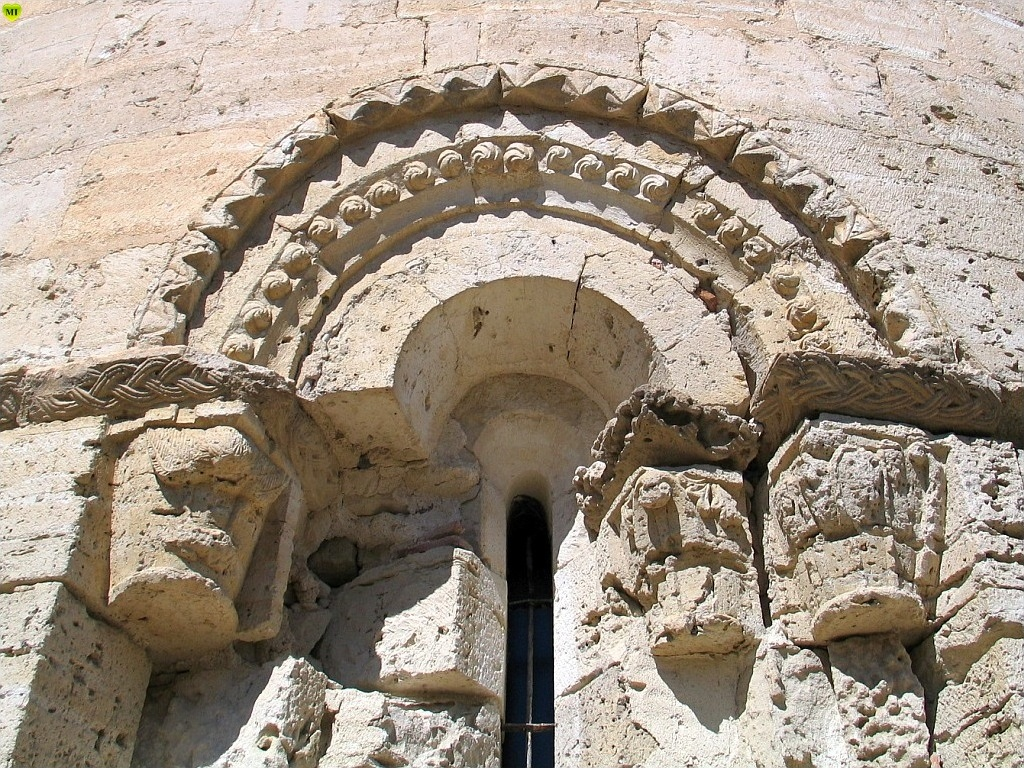
Iglesia parroquial de Nuestra Señora. Detalle de uno de los ventanales del ábside

Piña de Esgueva es un municipio y localidad española al este de la provincia de Valladolid, en la comunidad autónoma de Castilla y León, comarca de Páramos del Esgueva. Es un pueblo pequeño, situado a 27 km de Valladolid con buenos ejemplos de arquitectura tradicional y casas nobles.

## Geografía
Está situada en la orilla derecha del río Esgueva, cerca del límite con la provincia de Palencia, a 36 km de Tórtoles de Esgueva. Desde Valladolid se accede por la carretera en dirección a Renedo de Esgueva y se llega cinco km después de pasar por Villanueva de los Infantes.

## Historia
La zona no fue repoblada hasta los comienzos del siglo XI. En los documentos del año 1280 del archivo de la catedral de Palencia se nombra esta localidad como Pynna del Valle Esgueva. En 1345 hay noticias de su iglesia que pertenecía a la diócesis de esta ciudad de Palencia y se dice que dicha iglesia está servida por tres prestes —apócope de presbítero—, un subdiácono y tres graderos —soldado que esta ordenado en alguna orden menor—.
La villa de Piña de Esgueva formó parte del Infantazgo de Valladolid y perteneció al monasterio de Matallana, a la orden de San Juan y a los hijos de Juan Rodríguez de Quiñones. Los establecimientos religiosos disponían cada uno de diez vasallos. Los demás habitantes eran vasallos de los hijos de Juan Rodríguez a los que se nombra en el Libro Becerro de las Behetrías como «escuderos».
Este lugar de señorío múltiple, bastante común en núcleos cercanos, resultaba ser muy complejo en lo referente a impuestos y obligaciones; todo está debidamente especificado en el dicho Libro Becerro: Cada vasallo debía pagar a su señor el impuesto anual llamado martiniega que se debía abonar en especies y en dinero. Había un pago destinado al rey que debían hacer todos los habitantes de forma equitativa aunque los vasallos de los escuderos estaban libres de la «fonsadera».
Juan de Zúñiga fue señor absoluto del lugar hasta finales del  siglo XI en que el señorío recayó en Antonio de la Cuadra. Fue entonces cuando se construyó la ermita de San Pedro. En el siglo XVII sufrió una considerable despoblación hasta el punto de quedar tan solo veinte vecinos. A pesar del número tan reducido, llegado el siglo XVIII fueron capaces de recoger fondos para una restauración y remodelación de la iglesia.
En 1886 se construyó la casa Consistorial y las escuelas para niños de ambos sexos y en 1889 un cementerio civil y otro católico, todo a expensas del Ayuntamiento. Tuvo en otros tiempos un importante molino de harinas.
- Finca Altamira: Fue adquirida por el Instituto el 19 de mayo de 1951 y se localiza en el término municipal de Piña de Esgueva. La operación que realizó el Instituto fue la división de la finca en 32 lotes que ofreció a los propios habitantes de Piña de Esgueva.

## Geografía humana

### Demografía
Cuenta con una población de 310 habitantes (INE 2024).
| Gráfica de evolución demográfica de Piña de Esgueva entre 1842 y 2021                                                 |
| |
| Población de derecho según los censos de población del INE. Población de hecho según los censos de población del INE. |

## Administración y política
| Periodo   | Nombre                        | Partido |
| --------- | ----------------------------- | ------- |
| 1999-2003 | Ignacio Rojo Lorenzo          | PP      |
| 2003-2007 | Miguel Ángel Pérez            | PP      |
| 2007-2011 | José Luis Cuesta Gracia       | PP      |
| 2011-2015 | José Luis Cuesta Gracia       | PP      |
| 2015-2019 | José Luis Cuesta Gracia       | PP      |
| 2019-     | Jorge Juan Rodríguez Martínez | PP      |

## Cultura

### Patrimonio
Iglesia de Nuestra Señora
Fue construida en los siglos XII y XIII, es de estilo románico. Conserva su torre situada en la parte izquierda y unido a esta se observa un ábside, también de estilo románico. Sus dos naves con bóveda de arista decoradas con yeserías del siglo XVIII se conservan en su interior. Posee un altar mayor del siglo XIII y otro altar más pequeño, que fue donado por una familia anónima. 
Uno de los especialistas dedicados a la datación de esta iglesia fue Heras García que señala como estos aspectos románicos quedaron sepultados tras una serie de reforma en décadas posteriores. Para su construcción se utilizó piedra. El interior de la iglesia consta de dos naves, separadas por pilares que soportan arcos de medio punto. La nave principal se cubre con bóvedas de arista decorada en el siglo XVIII con yeserías. La otra nave presenta cubierta plana, a excepción del testero que va cubierto con bóveda de crucería estrellada. La capilla mayor se cierra mediante bóveda de horno y su ingreso se resuelve mediante arco triunfal de medio punto penetrado. Su portada, situada en el lado de la Epístola, se fecha plenamente en el siglo XIII. A los pies del templo se levanta la torre, de un solo cuerpo y pesadas proporciones. 
Durante los últimos años se han realizado varias reformas del interior de la iglesia, en las que apareció una tumba y un pozo que estaban enterrados bajo el antiguo suelo. 
Casa del monte

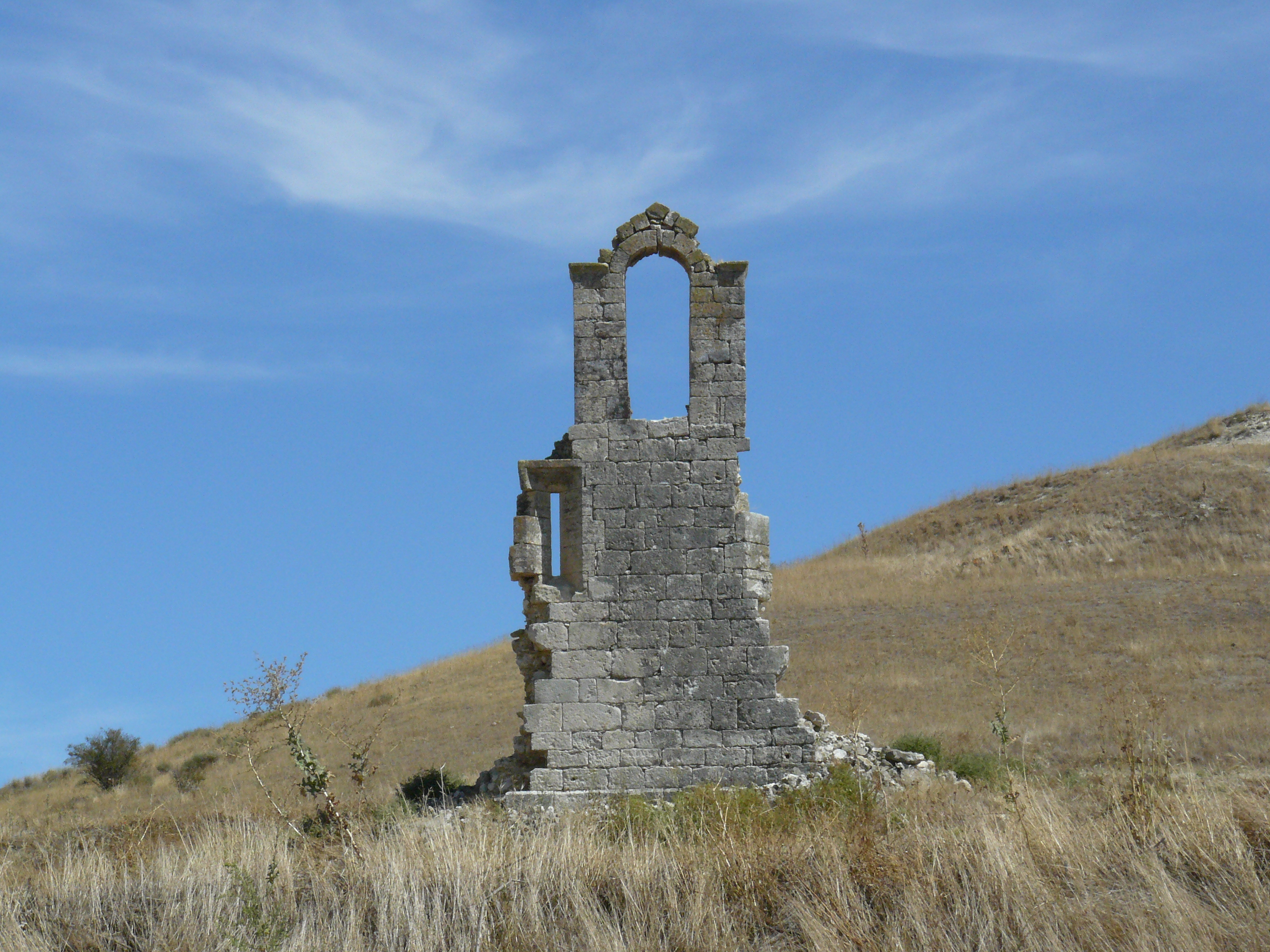
Torre de Mazariegos

Así llaman los lugareños a las ruinas del antiguo caserío que perteneció a los marqueses de Camarasa; está situada en la cima del páramo, al norte del municipio. Solo quedan algunas paredes hechas de adobe y piedras en pie.
Torre Mazariegos
Restos de la espadaña de una antigua iglesia románica construida de piedra situados a unos 5 km del pueblo; a su alrededor es encontraron los restos de un antiguo núcleo visigodo.

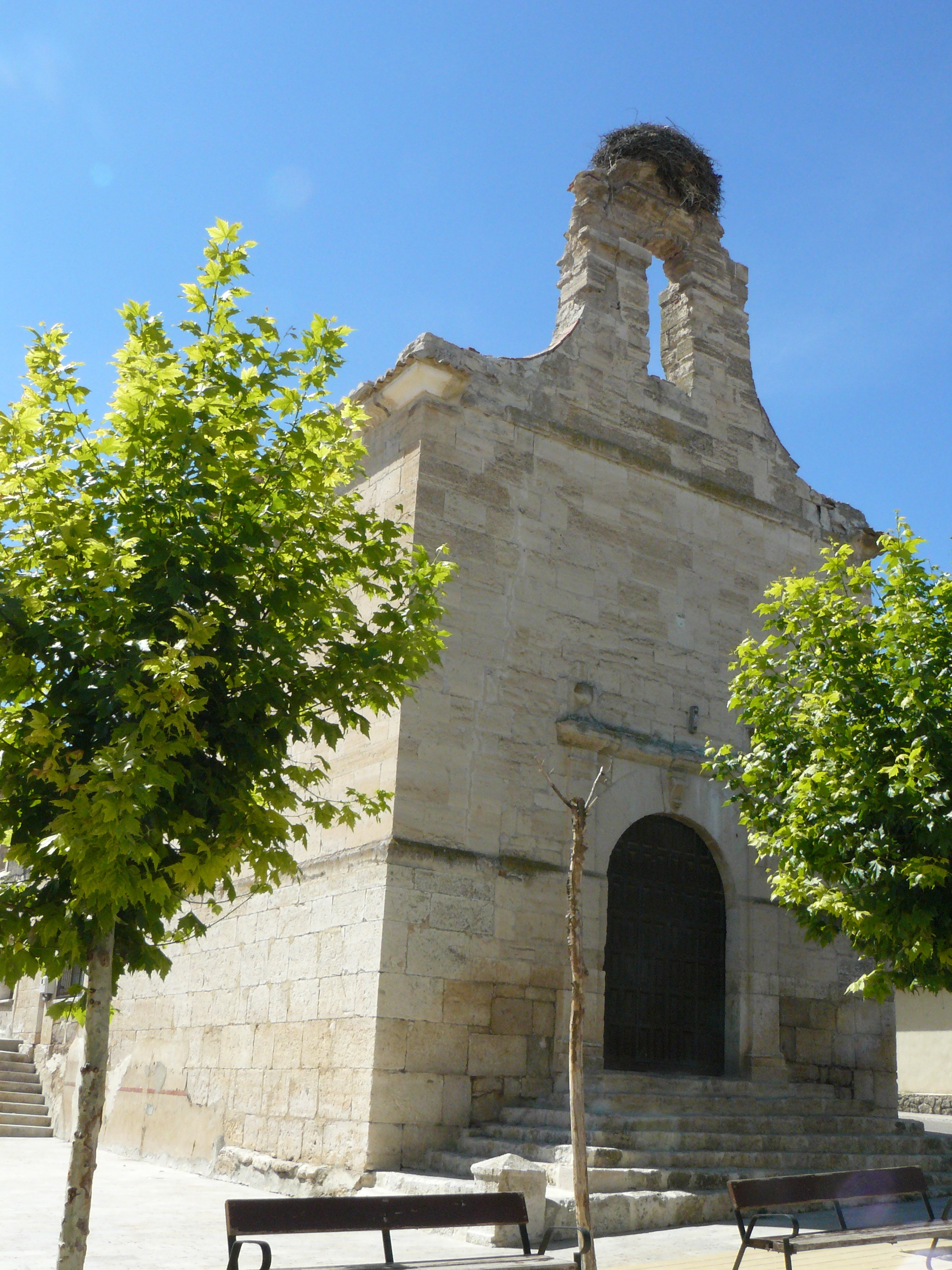
Ermita de San Pedro
En el centro del pueblo, junto al Ayuntamiento, se encuentra la ermita herreriana de San Pedro, de la segunda mitad del siglo XVI realizada en buena piedra de sillería y con una espadaña rematando su fachada. Cuando se cerró al culto se usó como panera, y posteriormente fue cedida por el arzobispado al pueblo para realizar actividades educativas. Actualmente la utilizan los jóvenes del pueblo para reunirse. Hay un nido de las cigüeñas en la cúspide, que vuelven cada año tras su emigración. Tiene unos escalones para acceder a la entrada porque tuvo que adaptarse a un desnivel muy acentuado. Su planta es rectangular con dos tramos separados por pilastras sobre las que descansa un arco fajón. La puerta de acceso está a los pies y consta de un arco de medio punto con dovelas cuya clave está decorada con una ménsula. Está encuadrada por dos pilastras coronadas con bolas como decoración de la época. En el interior tiene restos de pinturas. Arriba en el arranque de las bóvedas, en la cornisa hay una inscripción que alude al santo titular y a una reparación de pintura realizada por el párroco.

SOBRE ESTA PIEDRA EDIFICARE MI IGLESIA Y LAS PIEDRAS DEL INFIERNO NO PREVALECERÁN CONTRA ELLA - CAP 16 - VERS 18 - SE PINTO ESTE ALTAR Y HERMITA POR Y SIENDO PARROCO PROPIO DON CANDIDO GARCÍA COBREROS AÑO DE 1883 YO TE DARÉ LAS LLAVES DEL REINO DE LOS CIELOS TODO LO QUE ATARES SOBRE LA TIERRA ATADO SERA EN EL CIELO Y TODO LO QUE DESATARES SOBRE LA TIERRA DESATADO

Ermita del Cristo de la Buena Muerte
Ermita situada a la salida del pueblo, en la carretera del Valle de Esgueva recientemente reconstruida en ladrillo —en el siglo XX— con una espadaña con un hueco para campana también de ladrillo. Tiene en su interior un retablo del siglo XVII con un crucifijo del XVI. Es en realidad un antiguo humilladero con su fachada principal a los pies orientada al pueblo. Su planta es rectangular con el eje en sentido este-oeste. En esta fachada además de la puerta hay una ventana tapiada. La puerta es de arco escarzano muy de moda en la época de su construcción. El edificio tiene partes construidos con sillares de piedra blanda del lugar. Se cree que sustituyó a un humilladero que del siglo XVII que albergaba en su interior un retablo salomónico con la imagen del cristo titular del siglo XVI. Ambas obras han desaparecido y en su lugar hay algunas imágenes de devoción hechas de escayola.

### Fiestas
- San Antonio de Padua: es el santo principal del pueblo, su celebración es el 13 de junio. A este santo se le invoca para encontrar objetos perdidos tal vez porque cierto día un novicio huyó del convento con un salterio que usaba el Santo. San Antonio oró para recuperar su libro y el novicio se vio ante una aparición terrible y amenazante que lo obligó a regresar y devolver lo robado. Durante estas fiestas, el 13 de junio se realiza una misa en honor al patrón, la cual va acompañada de una procesión, en la que se va parando a bailar jotas. Según cuenta la tradición si bailas todas las jotas que se tocan, San Antonio te encuentra a tu verdadero amor. Al día siguiente de la fiesta siempre se realiza una paella para todo el pueblo, es gratuita y la paellera tiene capacidad para unos mil comensales. Las fiestas suelen durar de tres a cuatro días dependiendo de como caiga el 13 de junio y todos los días hay verbenas por la noche para todo el público. Durante el día se realizan diferentes actividades para todos las edades, desde manualidades hasta juegos tradicionales como la tanga, la rana o campeonatos de cartas o parchís.[13]
- Inmaculada concepción: es la patrona del pueblo y su fiesta se celebra el 8 de diciembre.